# ساولی کراماروف
ساولی کراماروف (به انگلیسی: Savely Kramarov) (زاده ۱۳ اکتبر ۱۹۳۴- درگذشته ۶ ژوئن ۱۹۹۵)، بازیگر روسی بود.
از فیلم‌های معروف او می‌توان به بازی در فیلم مسکو روی هادسن، رابطه عاشقانه، انتقام‌جویان ناپیدا و داغ سرخ اشاره کرد.